# Acacia fuscaneura
Acacia fuscaneura — вид квіткових рослин з родини бобових. Ареал: Австралія (Західна Австралія, Південна Австралія).

## Середовище
Його батьківщиною є посушливі райони центральної Австралії.

## Біоморфологічна характеристика
Дерево може виростати до 14 метрів у висоту. Молоді гілочки густо запушені, волоски закривають ребра. Він має прямі та плоскі вічнозелені філодії у довжину близько 8 сантиметрів і вшир 13 міліметрів, які ще незрілими вкриті волоссям. Цвіте на початку літа в період з листопада по грудень, утворюючи поодинокі пазушні суцвіття з довгими жовтими головками циліндричної форми. Стручки, які утворюються після цвітіння, мають темно-коричневий колір і можуть мати пурпурний відтінок із насінням, яке зазвичай має вузькі крила.